# 谢赫贾拉

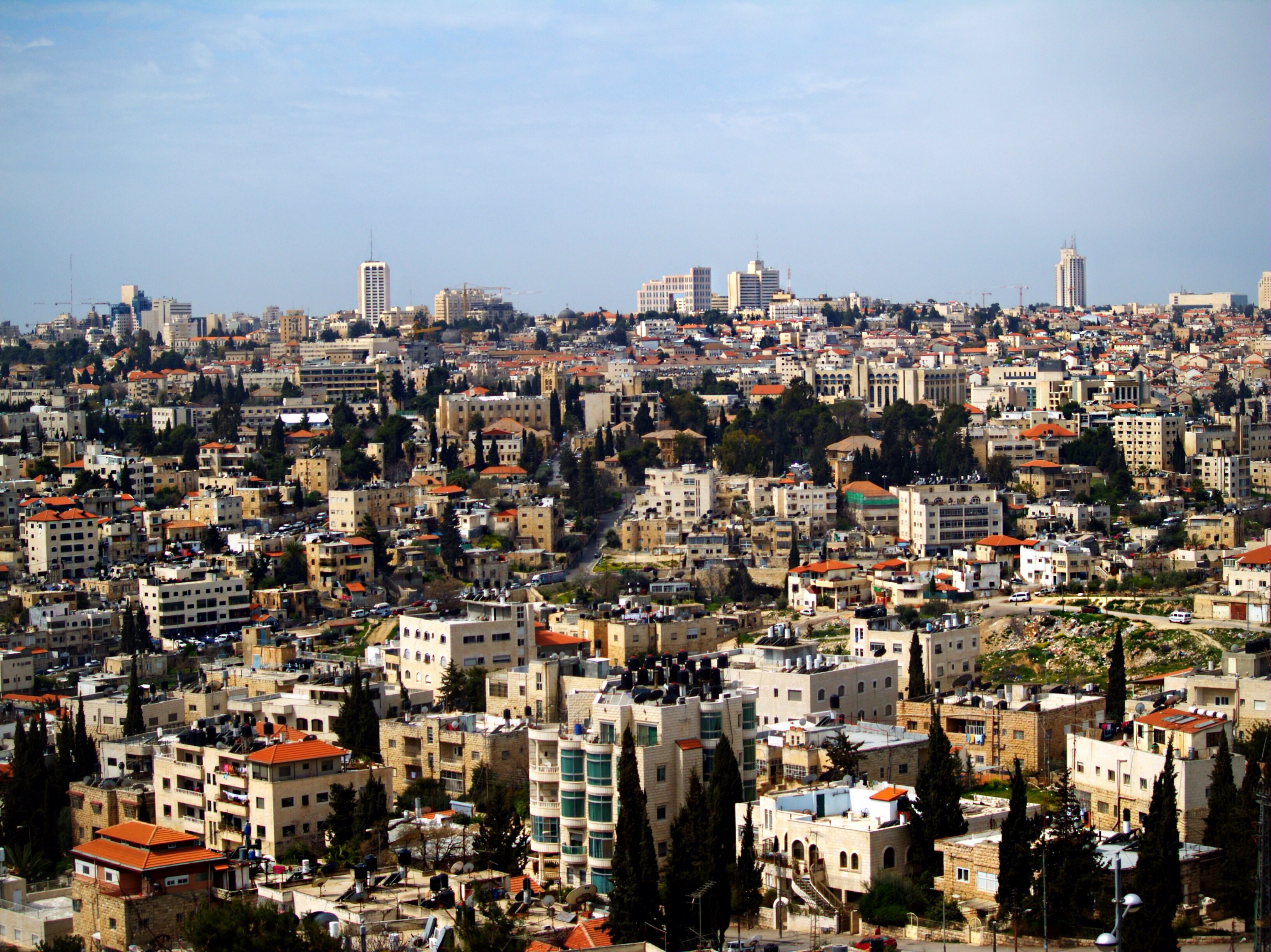
谢赫贾拉社区，背景為耶路撒冷市中心

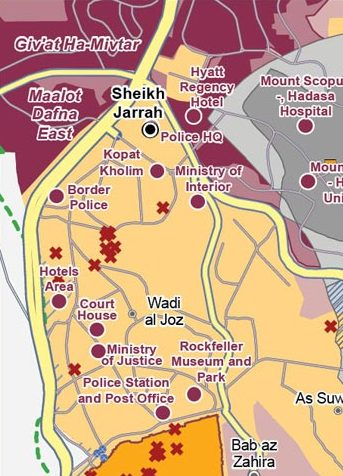
谢赫贾拉在2018年联合国地图中，黄色区域是旧城区北部已建好的巴勒斯坦地区。以色列的Givat HaMivtar ， Ma'alot Dafna和French Hill定居点在西北和东北。

谢赫贾拉（阿拉伯语：‎；希伯來語：‎）是位於东耶路撒冷的社区，人口以巴勒斯坦阿拉伯人為主，位於旧城区以北2公里通往斯科普斯山的路上。
社區名稱來自13世紀時葬於当地的名人，萨拉丁的医生胡萨姆·贾拉。
現代的社區始建于1865年，并逐渐成为耶路撒冷穆斯林精英，尤其是侯赛尼家族的居住中心。1948年阿以战争之後它處於约旦控制的东耶路撒冷和以色列控制的西耶路撒冷之间的无人区邊緣，直到在1967年的六日战争中被以色列占领。据说其目前的大多数巴勒斯坦人口来自1948年被從塔爾比亞附近地區驱逐的难民
目前該地區有許多以色列人與巴勒斯坦人之間的財產糾紛。自1967年以来，以色列民族主义者一直試圖取代该地区的巴勒斯坦人口，在谢赫贾拉及其附近建立了許多以色列定居点。

## 历史

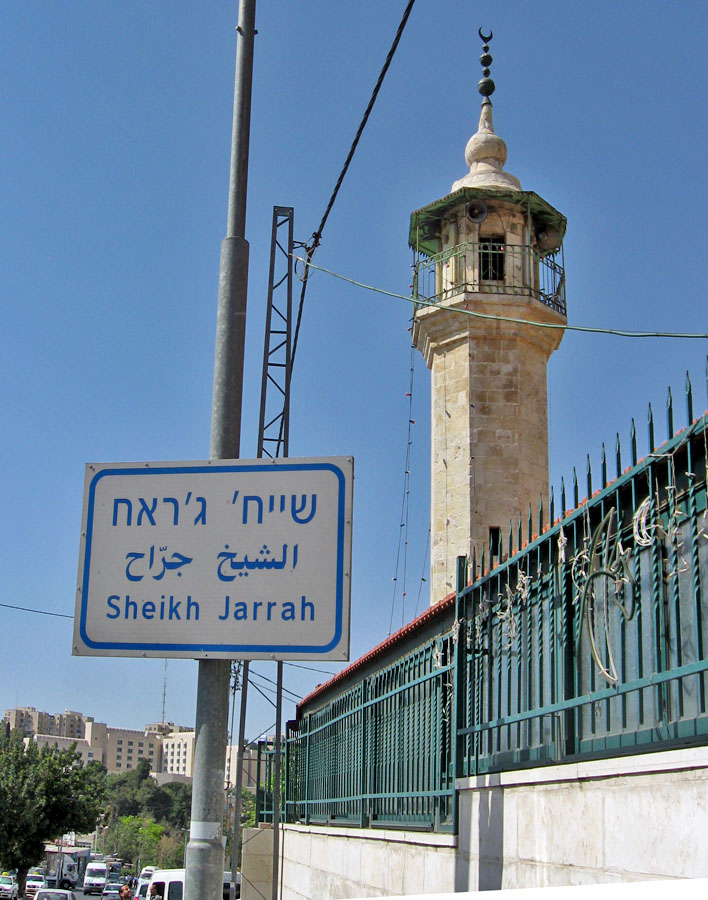
谢赫贾拉入口

### 成立
該地的阿拉伯社區最初是一个以12世紀的埃米爾謝赫·賈拉（全名胡薩姆·丁·贾拉西，Hussam al-Din al-Jarrahi ）命名的村庄，他是萨拉丁的埃米爾和私人医生，其头衔「賈拉」（jarrah，جراح ）在阿拉伯语中意为“医治者”或“外科医生”。  
埃米爾谢赫·贾拉在當地建了一間學校（zawiya，指小型清真寺或學校） ，死後被葬於此處。1201年他的坟墓被建造，成为供信徒和游客参观的地方。當地傳说到埃米爾谢赫·贾拉墓祈禱會帶來好運，特别是对于那些养鸡和鸡蛋的人。 17世纪時，墓对面建造了一座两层的石制建筑，里面設有面粉厂Qasr el-Amawi。 

### 19世纪發展

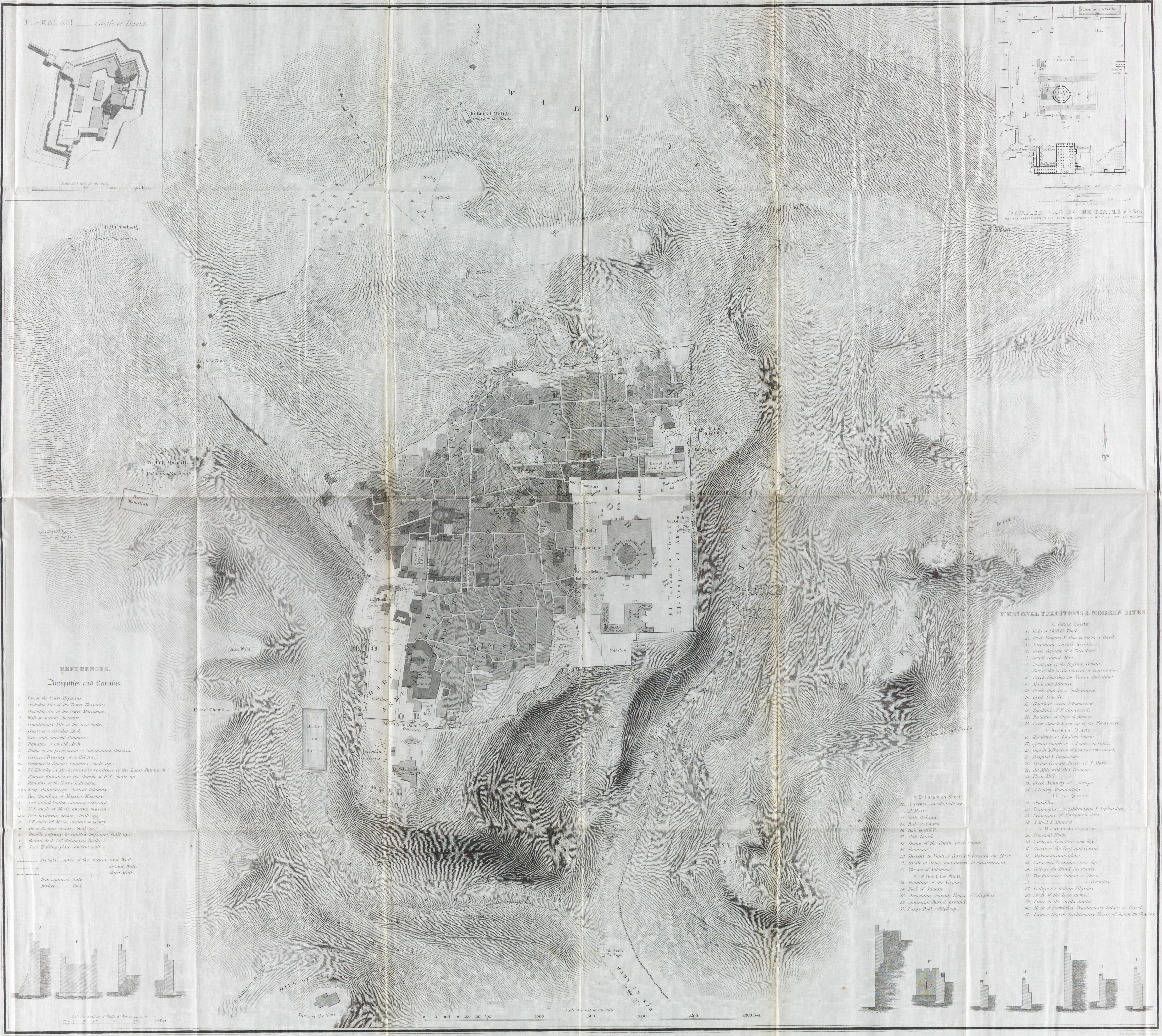
在1841年耶路撒冷奥尔德里奇和西蒙兹地图上，谢赫·贾拉（Shiikh Jarrah）墓和卡斯尔·阿马维（Qasr el-Amawi）墓在纳布卢斯路（最高中心）的列王墓以北

1865年，著名人士拉巴赫·侯賽尼（Rabah al-Husayni）在此地區开始最初的住宅建设工程，他在埃米爾谢赫·贾拉墓附近和大马士革門外的橄榄林之间建造了一座大型庄园，促使许多舊城的穆斯林名流迁移到该地区，包括納夏希比家族（Nashashibis） 
在该社区北部和东部的高档地区建造的房屋。
谢赫贾拉社區在1870至1890年代之间开始成为穆斯林的中心，

成为在耶路撒冷舊城外牆第一個建立的以阿拉伯穆斯林為主的社區。
謝赫賈拉社區的創立者拉巴赫.侯賽尼（Rabah al-Husayni）的住所形成了社區的核心，所以该社区也被當地人称为“ 侯賽尼社区”。 

它逐渐成为侯賽尼家族的中心，家族成员包括耶路撒冷市长薩利姆·侯賽尼（Salim al-Husayni）和教育部前司库夏克里·侯賽尼（Shukri al-Husayni）。 搬到附近的其他知名人士有阿克萨清真寺的监护人和岩石圆顶的保管人費迪·埃芬迪·謝赫·尤努斯（Faydi Efendi Shaykh Yunus），以及区行政委员会成员拉希德·埃芬迪·納沙比希（Rashid Efendi al-Nashashibi）。
1895年，內部有埃米爾谢赫·贾拉墓的清真寺被建立在舊城和美国定居點以北的纳布卢斯路（Nablus Road）上。
1898年，圣公乔治学校在社區建立，并很快成为許多耶路撒冷精英子弟就讀的中学教育机构。

### 约旦和以色列的控制
1948年以阿战争期間，4月14日，78名犹太人，主要是医生和护士的车队经过谢赫贾拉（通往斯库普斯山的主要道路）时被阿拉伯方杀害。在这些事件后，斯科普斯山被切断与西耶路撒冷的联系。4月24日，哈加拿發動耶夫斯行动，計畫包含進攻谢赫贾拉，但在英國陸军采取行动后被迫撤退。
从1948年起，谢赫贾拉處於联合国巡逻的无人区边缘，在西耶路撒冷和斯科普斯山的以色列飞地之間。一堵墙从谢赫贾拉延伸到曼德鲍姆（ Mandelbaum）门，将城市分隔开来。 由于永久所有权转让根据《日内瓦第四公约》是非法的，因此该地区被置于约旦敌对财产保管人的管辖之下。 
1967年的六日战争期間，以色列占领了东耶路撒冷，包括谢赫贾拉。
1956年，约旦政府曾将28个因以阿戰爭流離失所的巴勒斯坦家庭迁入谢赫贾拉， 這是以約旦和聯合國近東巴勒斯坦難民救濟和工程處之间的协议完成的，该协议规定，在居住三年后，将放弃这些家庭的难民身份，以换取新房屋的所有权，但这种交换没有實現。 1968年，在以色列议会讨论〈1970年法律和行政事务法〉时司法部長说“如果东耶路撒冷的约旦敌对财产保管人向某人出售房屋并收到款项，则该房屋将不予偿还”，这意味着与近东救济工程处的交易将得到承認。 然而，在1972年，塞法迪社区委员会和以色列議會社區委员会在法庭对附近财产的所有权提出异议。 1982年，他们要求这处房产的租金，以色列最高法院作出裁决。租户只要支付房租就可以保留。 

## 领事馆和外交使团
1960年代，许多外交使团和领事馆在谢赫贾拉設立，包含英国领事馆、 土耳其领事馆、比利时领事馆、瑞典领事馆、西班牙领事馆和联合国圣乔治街的代表團。 
前中東問題有關四方大使東尼·布萊爾在访问该地区时住在美国殖民地酒店。 

## 交通
附近地區的主要街道纳布卢斯路（Nablus Road）以前是60号公路的一部分。在1990年代，一条新的分隔式道路在每个街区有两条车道和一條獨立的公车道在附近地區西側建立。自2010年設立的公車专用道上铺设了轨道，形成了耶路撒冷轻轨的红线。 

## 财产纠纷
犹太团体试图获得谢赫贾拉的财产，並聲稱那些曾经歸犹太人所有。
2001年，以色列定居者搬进了庫爾德（al-Kurd）家族房屋的封閉区域，拒绝离开，声称该财产归犹太人所有。 2008年，耶路撒冷地方法院裁定Shimon HaTzadik财产属于塞法迪社区委员会。只要支付租金，阿拉伯家庭就可以保有房客的身份，但是有几个家庭拒绝支付，以遭受驱逐告終。 庫爾德一家于2008年11月被驱逐出境，家長穆罕默德·库爾德（Muhammad al-Kurd）在十一天后去世。法院的裁决基于奥斯曼时代的销售票据，该票据的真实性在2009年受到质疑，理由是该建筑物仅被租给了塞法迪猶太人集团。法齊耶·庫爾德（Fawzieh al-Kurd）則继续在東耶路撒冷紮營抗议驱逐。 
犹太人家庭律师辩称，奥斯曼時期的文件原本是用来证明一个犹太组织在19世纪购买了有关土地的有效性，而巴勒斯坦律师则从伊斯坦布尔的奥斯曼档案中带走了文件以表明拥有土地的猶太组织仅承租了土地。法官根據以色列家庭律师的答辯認為土地契约是真实的， 並在裁决指出巴勒斯坦家庭提交的文件是伪造的。库尔德家族声称，当他们向法院敦促查看新证据时，被告知“为时已晚”。此外，巴勒斯坦家庭及其支持者坚持，以色列最高法院認證的奥斯曼文件实际上是伪造的，应撤销原先的裁决及與该裁决有关的驱逐。
2009年8月，al-Hanoun和al-Ghawi兩個家庭被驱逐出谢赫贾拉的两所房屋，根据以色列最高法院的一项裁决，犹太家庭搬入该财产归犹太人所有。联合国中东和平进程协调员罗伯特·塞里谴责这一决定：“这些行动加剧了紧张局势，破坏了为创造富有成果的谈判以实现和平的条件的国际努力。” 美国国务院称这违反了以色列根据《和平路线图》承担的义务。 
2021年，巴勒斯坦人與以色列警察之间发生冲突，原因是谢赫贾拉的进一步驱逐行动。  

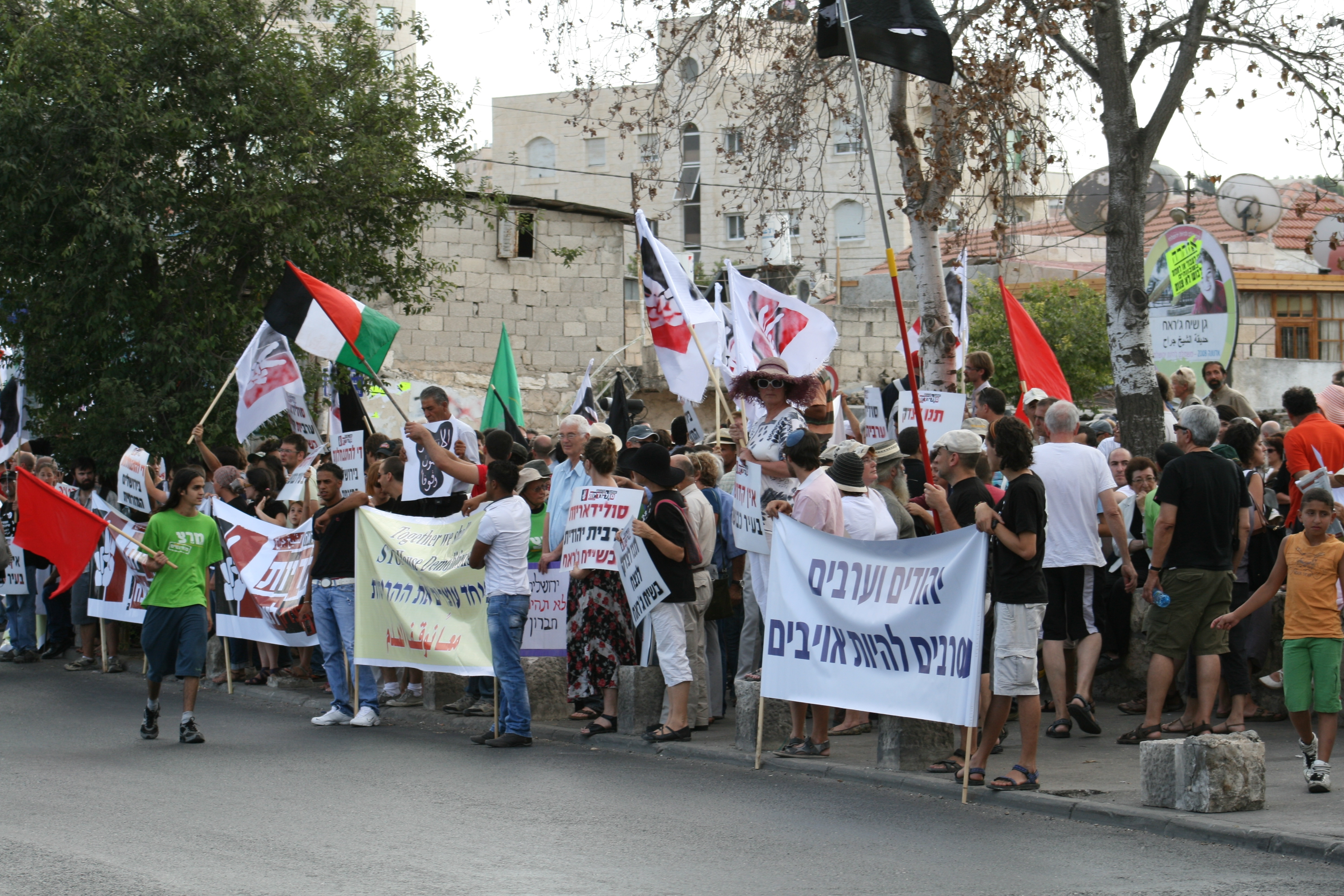
谢赫贾拉反对驱逐巴勒斯坦家庭的示威活动，2010年8月

## 地標

### 宗教場所和陵墓

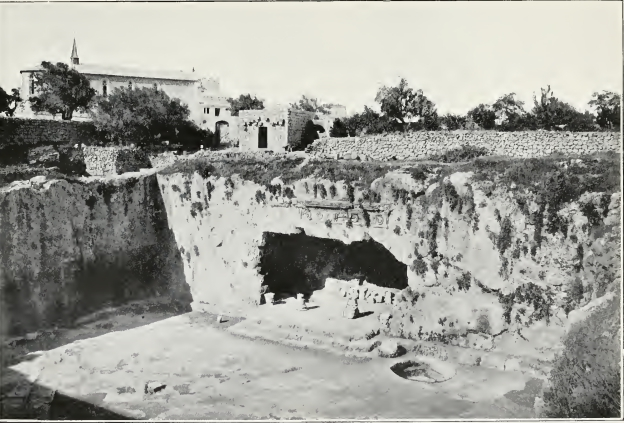
列王墓

犹太人在谢赫贾拉集中於西蒙·哈塔迪克（Shimon HaTzadik）的墓穴。西蒙·哈塔迪克是大议会的最后成员之一，是巴比伦流亡之后犹太人民的统治机构，据巴比伦的塔木德说，西蒙·哈塔迪克曾說服亚历山大大帝不要摧毁第二圣殿。多年来，犹太人會到他位於谢赫贾拉的陵墓朝圣，这是旅行文学记载的一种习俗。 1876年，犹太人以15,000法郎的价格购买了洞穴和毗邻種植了80棵古老橄欖樹的土地。数十个犹太家庭在该物业上建屋。 
谢赫贾拉的其他地标有一座專門獻給一名薩拉丁的士兵的中世纪清真寺、圣乔治座堂和列王墓。

### 耶路撒冷圣约翰眼科醫院
耶路撒冷圣约翰眼科医院是圣约翰勋章的一个机构，在西岸、加沙和东耶路撒冷提供眼科护理。无论种族，宗教信仰或財務負擔能力如何，患者都会得到护理。 医院于1882年在锡安山对面的希伯伦路上首次开业， 谢赫贾拉的醫院則于1960年在納夏西比路（Nashashibi Street）开业。

### 圣若瑟法国医院
圣若瑟法国医院位于耶路撒冷圣约翰眼科醫院對面，由法国天主教慈善机构经营，拥有73个床位的医院，设有三个主要手术室、冠状动脉护理单元、X射线、实验室设施和门诊诊所，以及内科、外科、神经外科、耳鼻喉、小儿外科和骨科设施。

### 牧羊人酒店

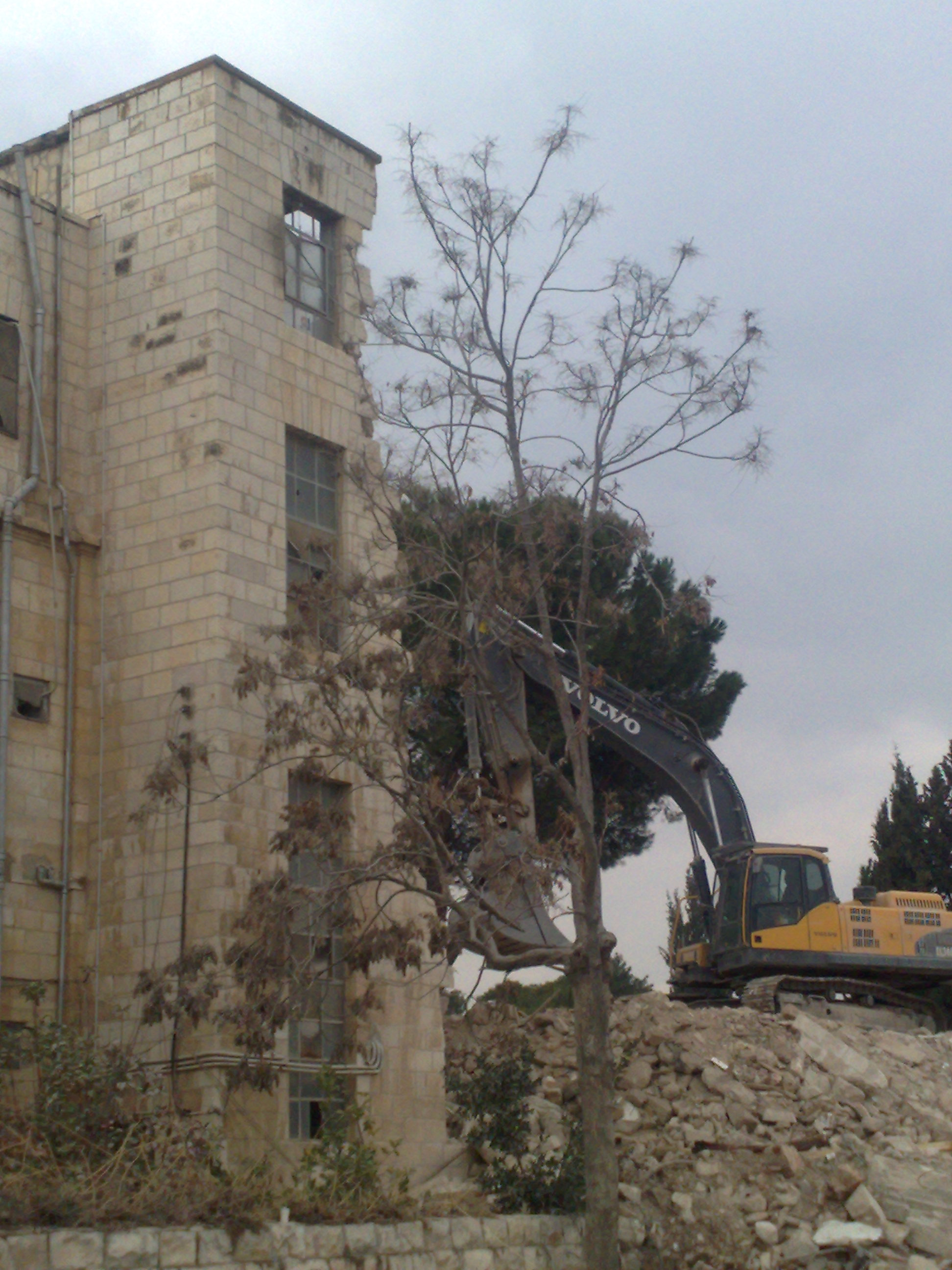
拆除牧羊人酒店，2011年1月

谢赫贾拉的牧羊人酒店最初是為耶路撒冷的大穆夫提（Grand Mufti）建造的别墅。从来没有在此住过的穆夫提将別墅轉讓给了他的私人秘书乔治·安东尼奥斯（George Antonius）和他的妻子凯蒂。1942年乔治·安东尼奧斯逝世后，他的遗孀邀请了许多耶路撒冷的精英人士到別墅，与英军驻巴勒斯坦司令伊夫林·巴克进行了高度宣传。
1947年，伊爾貢炸毁了附近的一所房屋。安东尼奧斯离开了这所房子，苏格兰高地人军团進駐。1948年战争后，约旦当局接管了该旅馆，并改建成了朝圣旅馆。1985年，它被美国犹太百万富翁欧文·莫斯科维兹收购，并继续作为酒店经营，并更名为牧羊人酒店。
以色列边防警察以它为基地已有多年。
在2007年，莫斯科維茨发起在酒店所在地建造122套公寓的计划时，遭到了英国政府的谴责。2009年对该计划进行了修改，但仍受到美国和英国政府的谴责。2009年，该酒店附近获准建造20套公寓，耶路撒冷市政府于2010年3月23日，在总理本雅明·内塔尼亚胡与奥巴马总统会晤前宣布正式批准。该酒店最终在2011年1月9日被拆毁。

## 影响
谢赫贾拉是2012年纪录片《我的邻居》的主题，该纪录片由茱莉亚·巴查和丽贝卡·温格特·贾比共同导演，由《Just Vision》和《半岛电视台》制作。

## 著名居民
- 穆罕默德·库尔德（英语：Mohammed El-Kurd）
- 卡伊·伯德（英语：Kai Bird）
- 乔治·安东尼斯
- 约纳坦·约瑟夫（英语：Yonatan Yosef）：以色列拉比

## 画廊

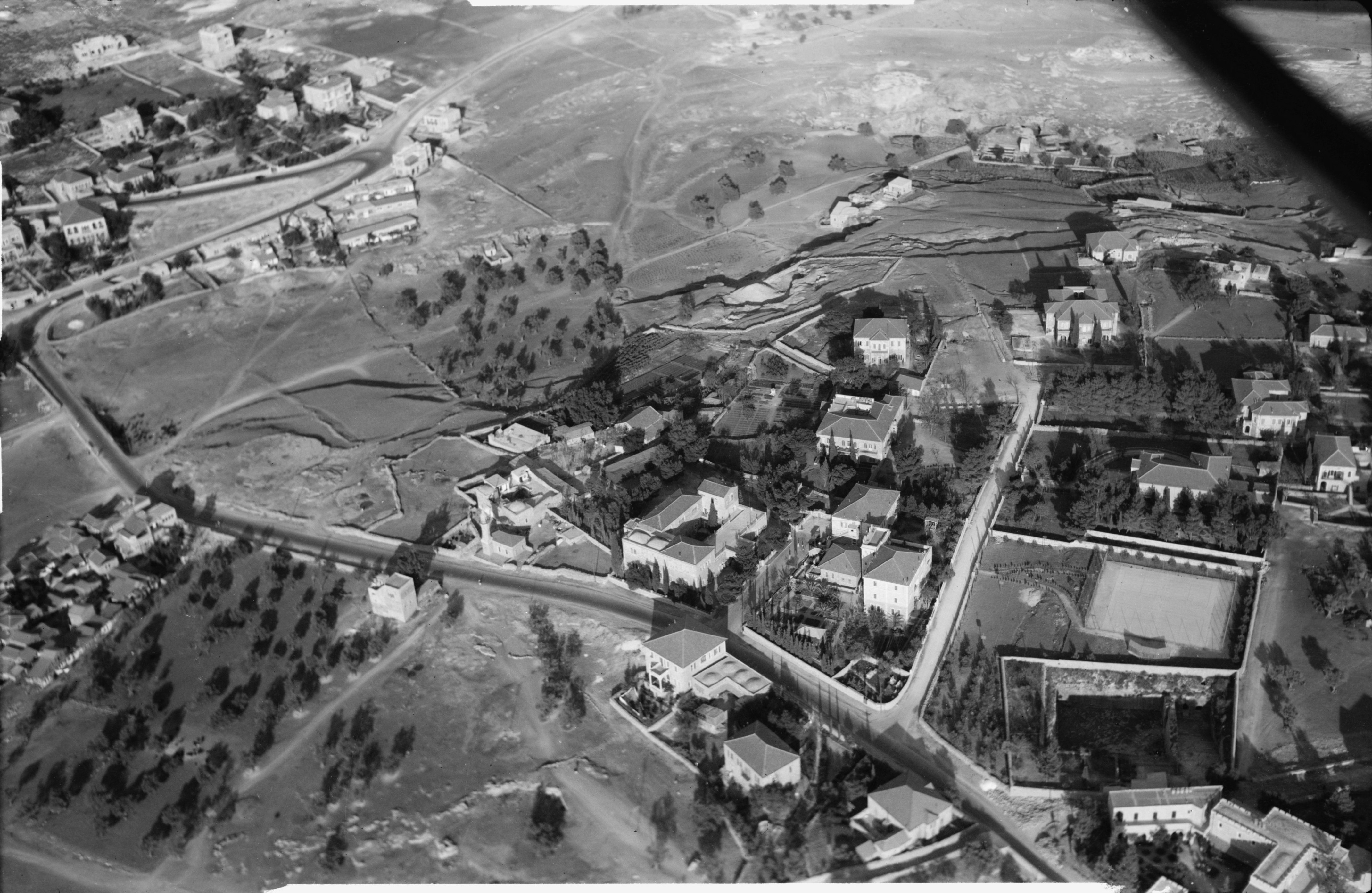
谢赫贾拉在1931年的鸟瞰图
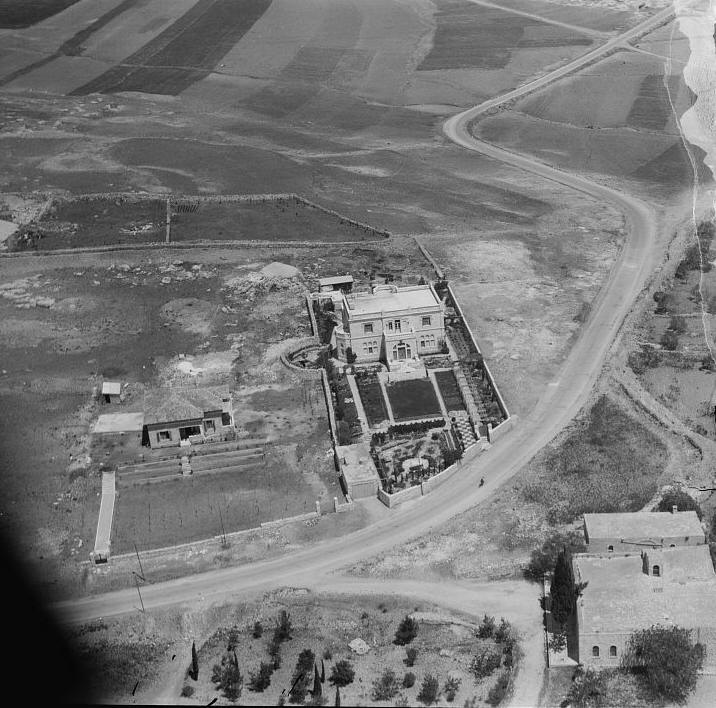
牧人酒店鸟瞰图，1933年
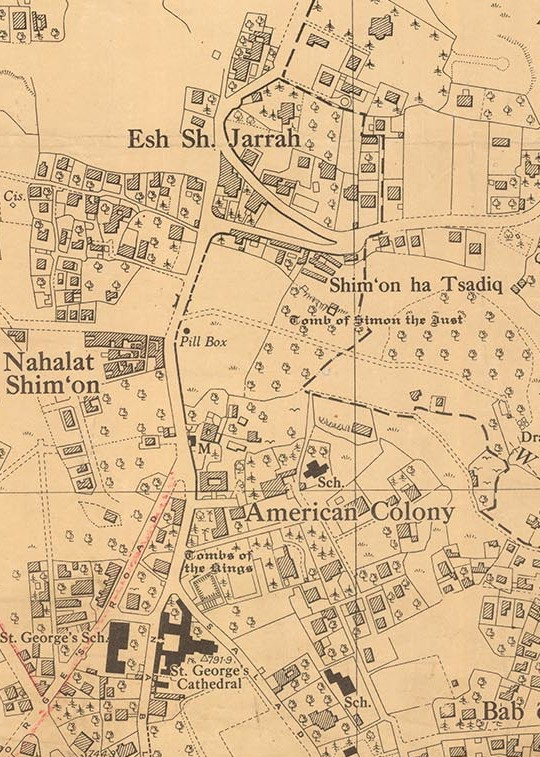
谢赫贾拉，紀錄於1945年的「巴勒斯坦调查」（Survey of Palestine）
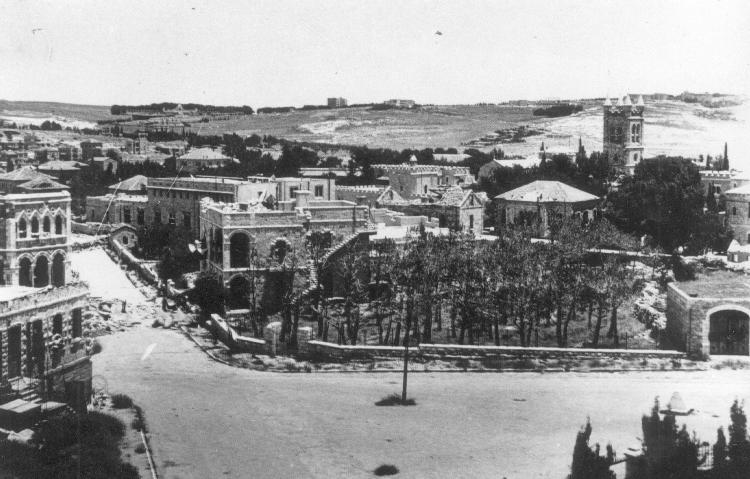
谢赫贾拉由哈雷尔（Harel）旅（Palmach）臨時佔領（原文briefly held），1948年4月24日
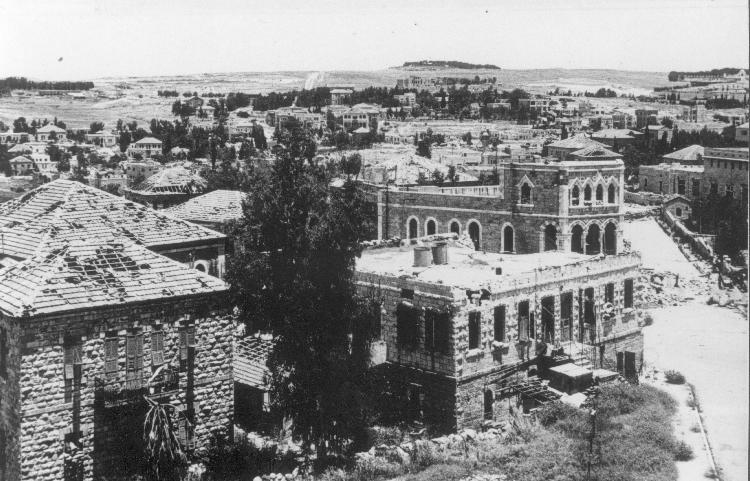
谢夫·贾拉（Yikusi）行动后的谢赫贾拉